# ضریب عملکرد
ضریب عملکرد (به انگلیسی: Coefficient of performance) به اختصار COP ضریب بازدهی و عملکرد دستگاه می‌باشد. این عدد شاخصی جهت تعیین میزان بهینه بودن مصرف انرژی یخچال، کولر گازی و به‌طور کلی وسایل سرمایشی است. از آنجا که صورت و مخرج آن هردو بر حسب یک واحد (معمولاً ژول) بیان می‌شوند، واحد این ضریب یک می‌باشد.
به عنوان مثال ضریب عملکرد یک پمپ حرارتی عبارت است از نسبت مقدار گرمای گرفته شده از اتاق به کار مصرفی (کمپرسور). بالاتر بودن این عدد نشان‌دهندهٔ عملکرد و بازده بالاتر پمپ گرمایی است. این کمیت بدون بعد بوده و به صورت زیر قابل تعریف است:
{\displaystyle {\rm {COP}}={\frac {|Q|}{W}}}
که در این رابطه:
- {\displaystyle Q\ } گرما تامین شده و یا تخلیه شده از سیستم (ماشین).
- {\displaystyle W>0\ } کار خالصی که در چرخه به سیستم مورد نظر وارد می‌شود.

ضریب عملکرد (COP) برای گرمایش و سرمایش متفاوت است زیرا منبع حرارتی مورد نظر متفاوت است. وقتی میزان خنک‌کنندگی یک ماشین مد نظر است، ضریب عملکرد (COP) نسبت گرمای گرفته شده از منبع سرد به کار ورودی است. با این حال، برای گرمایش، ضریب عملکرد نسبت مقدار گرمای داده شده به منبع گرم (که گرمای گرفته شده از منبع سرد بعلاوه کار ورودی است) به کار ورودی است:
{\displaystyle {\rm {COP}}_{\rm {cooling}}={\frac {|Q_{\rm {C}}|}{W}}={\frac {Q_{\rm {C}}}{W}}}
{\displaystyle {\rm {COP}}_{\rm {heating}}={\frac {|Q_{\rm {H}}|}{W}}={\frac {Q_{\rm {C}}+W}{W}}={\rm {COP}}_{\rm {cooling}}+1}
که 
- {\displaystyle Q_{\rm {C}}>0\ } جریان گرما از منبع سرد به سیستم است؛ از آنجایی که گرما از منبع سرد استخراج می‌شود، این مقدار مثبت است.
- {\displaystyle Q_{\rm {H}}<0\ } جریان گرما از منبع گرم به سیستم است؛ از آنجایی که گرما به منبع گرم منتقل می‌شود، این مقدار منفی است.[۳] (رجوع شود به گرما).

باید توجه داشت که ضریب عملکرد (COP) یک پمپ حرارتی به جهت آن بستگی دارد. گرمای دفع شده به منبع گرم بیشتر از گرمای جذب شده از منبع سرد است، بنابراین ضریب عملکرد گرمایش یک واحد بیشتر از ضریب عملکرد سرمایش است.
بنابراین:
{\displaystyle 0\leq COP_{\rm {cooling}}<\infty \ }
{\displaystyle 1\leq COP_{\rm {heating}}<\infty \ }

## ضریب عملکرد چیلرهای جذبی و چیلرهای تراکمی
- ضریب عملکرد چیلرهای جذبی تک اثره بین ۰٫۶ الی ۰٫۸ است.
- ضریب عملکرد چیلرهای جذبی دو اثره ۱ است.
- ضریب عملکرد چیلرهای تراکمی بین ۲ تا ۶٫۱ است.[۴]

## ضریب عملکرد در ایران
برای محاسبه ضریب عملکرد از فرمول زیر استفاده می‌شود و عدد ۳٫۴۱۲ عدد ثابت است برای تبدیل BTU/h به وات و هم واحد کردن صورت و مخرج کسر است.
{\displaystyle COP={\frac {Q}{3.412W}}}
{\displaystyle COP=}ضریب عملکرد
{\displaystyle Q=}ظرفیت گرمایشی (BTU/h)
W=وات مصرفی(ولت x آمپر)

### نحوه تعیین رتبه برچسب مصرف انرژی
سازمان استاندار ایران طبق جدول زیر وسایل برقی را رتبه‌بندی می‌کند.
| ضریب عملکرد (COP) | رتبه انرژی |
| ----------------- | ---------- |
| COP>3.6           | A          |
| 3.6 ≥ COP> 3.4    | B          |
| 3.4 ≥ COP> 3.2    | C          |
| 3.2 ≥ COP> 2.8    | D          |
| 2.8 ≥ COP> 2.6    | E          |
| 2.6 ≥ COP>2.4     | F          |
| 2.4 ≥ COP> 2.2    | G          |